# Communauté de communes du Val de Boutonne
Pour les articles homonymes, voir CCVB.
La communauté de communes du Val de Boutonne est une ancienne communauté de communes française, située dans le département des Deux-Sèvres et la région Nouvelle-Aquitaine.

## Histoire
La communauté de communes du Val de Boutonne a été créée le 30 décembre 1994.
Elle fusionne avec trois autres EPCI pour former la communauté de communes du Cellois, Cœur du Poitou, Mellois et Val de Boutonne au 1er janvier 2017.

## Composition
Elle regroupait les 19 communes du canton de Brioux-sur-Boutonne : 
| Nom                         | Code Insee | Gentilé        | Superficie (km2) | Population (dernière pop. légale) | Densité (hab./km2) |
| --------------------------- | ---------- | -------------- | ---------------- | --------------------------------- | ------------------ |
| Brioux-sur-Boutonne (siège) | 79057      | Briouxais      | 15,49            | 1 530 (2014)                      | 99                 |
| Asnières-en-Poitou          | 79015      | Asniérois      | 19,06            | 194 (2014)                        | 10                 |
| Brieuil-sur-Chizé           | 79055      |                | 8,06             | 110 (2014)                        | 14                 |
| Chérigné                    | 79085      |                | 7,88             | 164 (2014)                        | 21                 |
| Chizé                       | 79090      | Chizéens       | 23,50            | 873 (2014)                        | 37                 |
| Ensigné                     | 79111      | Ensignéens     | 20,30            | 291 (2014)                        | 14                 |
| Les Fosses                  | 79126      | Fosséens       | 12,04            | 446 (2014)                        | 37                 |
| Juillé                      | 79142      |                | 4,87             | 103 (2014)                        | 21                 |
| Luché-sur-Brioux            | 79158      |                | 5,16             | 138 (2014)                        | 27                 |
| Lusseray                    | 79160      |                | 8,14             | 155 (2014)                        | 19                 |
| Paizay-le-Chapt             | 79198      |                | 20,34            | 260 (2014)                        | 13                 |
| Périgné                     | 79204      | Pérignois      | 21,18            | 1 011 (2014)                      | 48                 |
| Secondigné-sur-Belle        | 79310      |                | 24,39            | 528 (2014)                        | 22                 |
| Séligné                     | 79312      |                | 9,83             | 115 (2014)                        | 12                 |
| Vernoux-sur-Boutonne        | 79343      | Vernouxais     | 8,12             | 237 (2014)                        | 29                 |
| Le Vert                     | 79346      |                | 11,81            | 130 (2014)                        | 11                 |
| Villefollet                 | 79348      | Villefolletais | 13,04            | 203 (2014)                        | 16                 |
| Villiers-en-Bois            | 79350      | Villeboisiens  | 18,53            | 132 (2014)                        | 7,1                |
| Villiers-sur-Chizé          | 79352      | Villiersais    | 11,37            | 161 (2014)                        | 14                 |

## Éléments
- Régime fiscal (au 1er janvier 2006) : taxe professionnelle unique (TPU).
- Superficie : 4,39 % du département des Deux-Sèvres.
- Population : 1,84 % du département des Deux-Sèvres.
- Évolution annuelle de la population (entre 1990 et 1999) : +0,04 % (-0,05 % pour le département).